# Flughafen Saint-Hubert

i7
i11
i13
Der Flughafen Saint-Hubert (IATA: YHU, ICAO: CYHU) ist ein Flughafen in der kanadischen Provinz Québec. Er liegt in Saint-Hubert, einem Stadtteil von Longueuil, rund 16 Kilometer östlich des Stadtzentrums von Montreal. Der Flughafen dient fast ausschließlich der allgemeinen Luftfahrt und ist trotz fehlenden Passagierverkehrs gemessen an den Flugbewegungen der fünftwichtigste Flughafen des Landes.

## Beschreibung
Der Flughafen liegt am Stadtrand von Longueuil, nahe der Autoroute 30. Er verfügt über Einrichtungen für Flugzeugwartung, Flugtraining und Flugsicherungsschulungen. Darüber hinaus haben sich verschiedene Unternehmen der Luftverkehrsbranche in der Nähe angesiedelt. Unmittelbar an den Flughafen grenzen das John H. Chapman Space Centre der Canadian Space Agency und die nationale Flugtechnikerschule.
Der Flughafen ist in einen zivilen und einen militärischen Teil gegliedert. Die frühere Luftwaffenbasis CFB Saint-Hubert der Royal Canadian Air Force hat ihren Betrieb jedoch weitgehend eingestellt, stationiert ist noch ein Hubschraubergeschwader.
Saint-Hubert wird von Nav Canada als Zollflughafen klassifiziert und wird deshalb von der Canada Border Services Agency kontrolliert. Die einzige Fluggesellschaft, die Saint-Hubert regelmäßig anfliegt, ist Pascan Aviation, die mit Kleinflugzeugen regionale Verbindungen in der Provinz Québec und in Labrador anbietet.

## Geschichte
Saint-Hubert ist der älteste Flughafen in der Region Montreal. Er wurde 1928 vom kanadischen Verteidigungsministerium eröffnet und sogleich für militärische Zwecke genutzt. Im selben Jahr nahm die Gesellschaft Canadian Colonial Airways den zivilen Flugverkehr auf. 1936 ging der Flughafen in den Besitz des neu geschaffenen Verkehrsministeriums über. Nur vier Jahre später übernahm ihn die kanadische Luftwaffe, um nach Ausbruch des Zweiten Weltkriegs Kampfpiloten auszubilden. Der zivile Luftverkehr wurde zum neuen Flughafen Montréal-Dorval verlagert.
1968 ging der Flughafen erneut an das Verkehrsministerium über, das ihn für die allgemeine Luftfahrt freigab. Mit der Schließung des Flughafens Cartierville im Jahr 1970 nahm das Verkehrsaufkommen markant zu, im selben Jahr eröffnete Pratt & Whitney Canada ein Service-Center. Im Oktober 1970, auf dem Höhepunkt der Oktoberkrise, fand die Polizei in einem am Flughafen abgestellten Auto den von der Front de libération du Québec ermordeten Vizepremier Pierre Laporte. 1997 wurde die Luftwaffenbasis zum größten Teil geschlossen. Als Folge der neuen Flughafenpolitik der kanadischen Regierung ging der Flughafen Saint-Hubert im Jahr 2004 in den Besitz des Privatunternehmens Développement Aéroport Saint-Hubert de Longueuil (DASH-L) über.

## Sonstiges

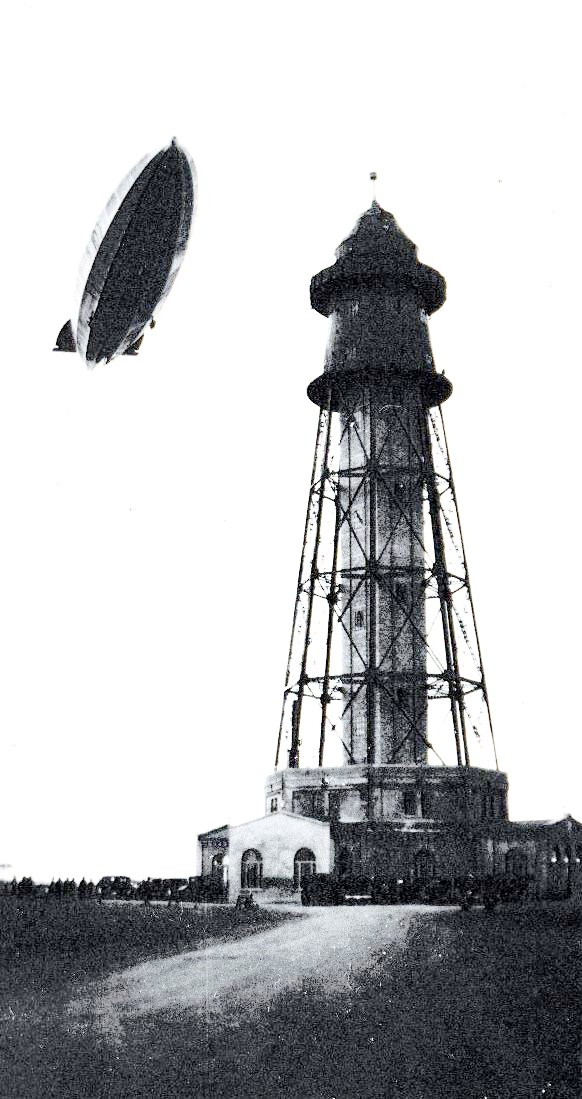
Der Ankermast mit der R100 im Hintergrund

Für die Transatlantikfahrt des britischen Starrluftschiffes R100 im Jahr 1930 wurde auf dem Gelände des Flughafens ein 60 Meter hoher Ankermast errichtet. Dieser sollte auch für zukünftigen Fahrten von Luftschiffen im Rahmen des Imperial-Airship-Scheme-Projekts zur Verbindung Großbritanniens mit den britischen Kolonien genutzt werden. Die R100 landete am 2. August auf dem Flughafen und verblieb dort bis zum 13. August.
Am 9. Mai 2012 wurde die letzte noch fliegende Boeing 720 vom Flughafen Montréal/Saint-Hubert zur Canadian Forces Base Trenton überführt, um dort im National Air Force Museum of Canada ausgestellt zu werden.